# ESL Pro League
A ESL Pro League (abreviado como EPL e anteriormente conhecida como ESL ESEA Pro League) é uma liga profissional de esporte eletrônico de Counter-Strike: Global Offensive (CS:GO), produzida pela ESL. É baseada em quatro regiões: Europa, as Américas, Ásia, e Oceania, e atualmente compreende 24 equipes a cada temporada, incluindo 12 equipes parceiras permanentes. A ESL Pro League é considerada a principal liga profissional de CS:GO no mundo e uma das principais ligas profissionais de esportes eletrônicos. A ESL Pro League começou como um empreendimento entre a Electronic Sports League (ESL) e a E-Sports Entertainment Association League (ESEA). Sua primeira temporada começou em 4 de maio de 2015.

## História
No início de novembro de 2014, a Electronic Sports League, com sede na Alemanha, anunciou a criação da ESL Pro League como a liga europeia da ESL. Em 28 de abril de 2015, a ESL anunciou uma joint venture com a E-Sports Entertainment Association League, sediada na América do Norte, para fornecer uma liga de Counter-Strike: Global Offensive com US$ 250,000 em premiação total na primeira temporada entre dois continentes. Mais tarde, expandiu para quatorze equipes por região e aumentou sua premiação para mais de US$ 1.000.000, dividido em duas temporadas por ano. ESL aumento a premiação mais uma vez em 2018, fazendo as equipes lutarem por US$ 1.000.000 nas finais, aumentando a premiação da temporada em US$ 250.000. Além disso, o número de equipes nas finais subiu para dezesseis, com mais equipes de outras regiões além da América do Norte e Europa participando das finais. Em 2020, devido ao início da pandemia de COVID-19, as temporadas 11 e 12 não tiveram uma final global, mas as finais regionais foram realizadas na Europa e na América do Norte. Em 2021, para a ESL Pro League Season 13, a organização anunciou um formato alterado, com uma liga substituindo as quatro ligas regionais que existiam antes da pandemia. Todas as 24 equipes viajariam para a Europa para participar da liga, com as 12 melhores equipes da temporada regular de 24 equipes avançando para as finais, também na Europa. Com a consolidação do torneio em um evento, a premiação foi reduzida para US$ 750.000.

## Formato
A primeira temporada teve a participação de 12 equipes de cada continente que estavam convidados pela ESL para participar da temporada inaugural que começou no dia 4 de maio de 2015, com a Team Dignitas derrotando a Titan. Nas primeiras três temporadas, a EPL deu aos quatro melhores times uma vaga para as finais em um torneio off-line (LAN). Com a temporada 4 começando, a ESL decidiu expandir a Pro League para 28 times, de modo que haveria 14 equipes por liga. Isso também significava que seis equipes de cada região se qualificariam para as finais off-line. Para cada temporada regular, as equipes jogavam duas vezes contra cada uma, em sua respectiva liga, de modo que cada equipe jogou 22 jogos para as três primeiras temporadas; e 24 jogos da quarta até a sétima temporada. Contudo, na temporada 7, duas equipes – Counter Logic Gaming e Misfits Gaming – abdicaram de seus elencos e perderam suas licenças da Pro League, reduzindo o número de times norte-americanos para doze. Também na temporada 7, a ESL decidiu expandir geograficamente, criando as divisões Ásia-Pacífico e a LA League (América do Sul), aumentando o número de equipes de 24 para 40. Mais tarde, para a 9ª temporada, mudou para quatro regiões, pois a América do Norte e a América do Sul foram integradas em uma região. Além disso, a região da Europa e Américas apresenta em off-line os jogos dos grupos. A temporada 9 contou com oito equipes da Europa, seis equipes das Américas, uma equipe da Ásia e uma equipe da região da Oceania na final global.
As três primeiras finais off-line contavam com oito equipes, em que estas foram divididas em dois grupos de quatro, em uma dupla eliminatória, utilizando o formato GSL, e duas equipes de cada grupo se classificavam para as eliminatórias. Estes contaram com quatro equipes, com as semifinais sendo em melhor de três e a final a ser uma melhor de cinco. Começando a partir da temporada quatro à temporada seis, as equipes foram divididas em dois grupos de seis e cada equipe iria jogar uma vez contra outra em seu grupo na fase de grupos. Três equipes de cada grupo se classificavam para as eliminatórias. A rodada de seis e as semifinais eram em melhor de três e a fase final em melhor de cinco, com exceção da quarta temporada, em que as finais foram em uma melhor de três. Na sétima temporada, com a expansão da EPL, o número de equipes foi até 16. Na décima terceira temporada, após a centralização da EPL, as finais se tornaram um evento de 12 equipes, com a metade superior de cada grupo da fase de grupos avançando para uma chave de eliminação simples.
Treze das equipes da ESL Pro League se qualificam automaticamente a cada ano por meio do status de Parceiro Permanente, um sistema de compartilhamento de receita que a ESL opera com as organizações dessas treze equipes. Das outras onze equipes, seis se classificam pelo ESL World Ranking, um sistema que a ESL usa para medir os resultados das equipes de todos os torneios significativos de CS:GO, incluindo aqueles não operados pela ESL, e os cinco restantes se classificam por meio de qualificações regionais. As qualificações regionais ocorrem por meio de temporadas regionais da ESEA Premier, com duas ocorrendo a cada temporada da ESL Pro League, uma vaga para cada campeonato da temporada na Europa e América do Norte (totalizando quatro vagas) e uma vaga final foi dada ao vencedor de uma eliminatória entre os vencedores das duas temporadas da ESEA Premier na Oceania.
Ao contrário dos CS:GO Major Championships patrocinados pela Valve, nos quais as vagas das equipes são concedidas com base nos elencos de jogadores, a ESL concede vagas para a organização. Por exemplo, a Valve consideraria que a SK Gaming ganhou dois Major Championships, já que os jogadores (FalleN, fer, coldzera, fnx, TACO) ganharam um na MLG Columbus 2016 enquanto estavam sob contrato com a Luminosity Gaming e ganharam outro na ESL One Cologne 2016 enquanto sob contrato com a SK Gaming. Além disso, se a maioria do elenco for transferido para outra equipe, a Valve daria a vaga da equipe antiga e a entregaria à equipe para a qual o núcleo do elenco está indo. No ESL One Katowice 2015, a PENTA Sports chegou ao top oito do torneio, dando aos jogadores uma vaga garantida no próximo Major, ESL One Cologne 2015; no entanto, os jogadores denis, Spiidi e nex foram comprados pela Mousesports, dando à Mousesports a vaga da PENTA Sports em Cologne 2015, já que a maioria da PENTA se mudou para a equipe da mousesports. A EPL consideraria a Luminosity Gaming, que venceu a terceira temporada, com um título e a SK Gaming, que venceu a sexta temporada, também com apenas um título. No entanto, uma equipe pode vender ou simplesmente dar sua licença da Pro League para outra organização, como no caso da Tempo Storm transferindo seu elenco para a organização Immortals para a 4ª temporada.

## Campeões
A lista de temporadas e as duas melhores equipes em cada temporada são mostradas abaixo. Em colchetes, a contagem de títulos de cada organização.
| Ed. | Local                      | Campeão               | Placar | Vice-campeão   | Premiação   | Ref.              |
| --- | -------------------------- | --------------------- | ------ | -------------- | ----------- | ----------------- |
| 1   | Colônia, Alemanha          | Fnatic (1)            | 3–1    | Cloud9         | US$ 250.000 | [ 10 ]            |
| 2   | Burbank, Estados Unidos    | Fnatic (2)            | 3–2    | Natus Vincere  | US$ 250.000 | [ 11 ]            |
| 3   | Londres, Inglaterra        | Luminosity Gaming (1) | 3–2    | G2 Esports     | US$ 512.000 | [ 12 ]            |
| 4   | São Paulo, Brasil          | Cloud9 (1)            | 2–1    | SK Gaming      | US$ 600.000 | [ 13 ]            |
| 5   | Dallas, Estados Unidos     | G2 Esports (1)        | 3–1    | North          | US$ 750.000 | [ 14 ]            |
| 6   | Odense, Dinamarca          | SK Gaming (1)         | 3–1    | FaZe Clan      | US$ 750.000 | [ 15 ]            |
| 7   | Dallas, Estados Unidos     | Astralis (1)          | 3–1    | Team Liquid    | US$ 750.000 | [ 16 ]            |
| 8   | Odense, Dinamarca          | Astralis (2)          | 3–1    | Team Liquid    | US$ 750.000 | [ 17 ]            |
| 9   | Montpellier, França        | Team Liquid (1)       | 3–1    | G2 Esports     | US$ 600.000 | [ 18 ]            |
| 10  | Odense, Dinamarca          | Mousesports (1)       | 3–0    | Fnatic         | US$ 600.000 | [ 19 ]            |
| 11  | Europa (on-line)           | Fnatic (3)            | 3–2    | Mousesports    | US$ 531.000 | [ 20 ] [ nota 1 ] |
| 11  | América do Norte (on-line) | Team Liquid (2)       | 3–0    | Evil Geniuses  | US$ 219.000 | [ 21 ] [ nota 1 ] |
| 12  | Europa (on-line)           | Astralis (3)          | 3–2    | Natus Vincere  | US$ 450.000 | [ 22 ] [ nota 1 ] |
| 12  | América do Norte (on-line) | Furia Esports (1)     | 3–0    | 100 Thieves    | US$ 225.000 | [ 23 ] [ nota 1 ] |
| 13  | Europa (on-line)           | Heroic (1)            | 3–2    | Gambit Esports | US$ 750.000 | [ 24 ]            |
| 14  | Europa (on-line)           | Natus Vincere (1)     | 3–2    | Team Vitality  | US$ 750.000 | [ 25 ]            |
| 15  | Düsseldorf, Alemanha       | FaZe Clan (1)         | 3–1    | Ence           | US$ 850.000 | [ 26 ]            |
| 16  | Naxxar, Malta              | Team Vitality (1)     | 3–2    | Team Liquid    | US$ 823.000 | [ 27 ]            |
| 17  | St. Julian's, Malta        | FaZe Clan (2)         | 3–1    | Cloud9         | US$ 850.000 | [ 28 ]            |

## Outras ligas
A ESL também tem duas outras ligas de fora do Counter-Strike. A liga de Tom Clancy's Rainbow Six Siege está atualmente em sua décima primeira temporada. O núcleo PENTA Sports/G2 Esports tem mais títulos com três, pois o time venceu os títulos Year 1 Season 1, Year 2 Season 1, Year 2 Season 2, e Season 8. Além da liga de Rainbow Six Siege, a ESL também tem uma liga de Halo. No entanto, as duas ligas são muito menos proeminentes do que a de Counter-Strike. Ligas como a de Rainbow Six só têm uma premiação de US$ 248.000, comparada aos US$ 750,000 do CS:GO.